# Sas László (író)
Sas László, született Schossberger László (Szabadka, 1893. április 8. – Budapest, 1974. augusztus 16.) magyar író, hírlapíró.

## Életútja
Schossberger Ede (1861–1940) és Weidinger Blanka gyermekeként született. Apai nagyszülei Schossberger Sámuel és Schäffer Mária voltak. A budapesti Világ, majd a Nagyváradi Napló munkatársa volt, riportokat, tárcákat, a Keleti Újságban novellát közölt. 1923. április 14-én Budapesten, a Ferencvárosban házasságot kötött Breyer Ignác és Grossmann Rozália lányával, Olgával. 1938-ig különféle magyar és külföldi lapokban gazdasági és politikai cikkei jelentek meg. 
Az Anschluss idején Bécsből, 1940. december végén Belgrádból és Bukarestből egy svájci lapnak, valamint a Central European Service-nek is küldött tudósításokat, nemcsak Szerbia és Románia politikai helyzetéről, hanem Magyarországról is. Noha kivételezett főhadnagy és vitézségi érem tulajdonosa volt, 1941. április 27-én behívták az alsódabasi katonai alakulathoz. Innen Tokajba vitték munkaszolgálatra, majd a kistarcsai és nagykanizsai internáló táborokba, ahonnan 1943 júliusában szabadult. 1944-ben Auschwitzba deportálták, de sikerült megszöknie. 1945–49-ben az államrendőrség kötelékében dolgozott. 1949-től 1961-ig, nyugdíjazásáig építőipari vállalatnál tisztviselő volt. Műfordítással is foglalkozott.
A Kadima könyvtár sorozat szerkesztője volt, ennek és a Kultúra Regénytárnak több kötete jelent meg az ő közreműködésével: A négy jómadár (ford. H. Wagner, 1931); Főnök-kisasszony (ford. H. Aschenbach, é. n.); A bátor kis Nelly (ford. Harald Baumgarten, 1932); Kabbalisták és csodatevők – Legendák jámbor emberekről (válogatásában és fordításában, Kolozsvár, 1934); Szén őfelsége. A bánya regénye (fordította Bodoni Pállal, 1943/4).

## Kötetei
- Kóborlások (novellák, versek, tanulmányok; Korda Sándorral; Budapest, 1911)
- A siralom völgyében (karcolatok; Kolozsvár, 1922)
- Isten lábánál (Kolozsvár, 1923)
- Viviana (regény, Kolozsvár, 1924 = Orchidea Könyvek)
- A kék sugár : fantasztikus regény. H. D. Desberry álnevű társszerzővel. Budapest : Darvas Simon kiadása, 1936 (eredetileg német nyelven jelent meg Stuttgartban az 1920-as években, majd angolra is lefordították)